# Fred Belcher
Fred Belcher (ur. 3 czerwca 1881 roku w Chicopee, zm. 14 stycznia 1957 roku w Springfield) – amerykański kierowca wyścigowy.

## Kariera
W swojej karierze Belcher startował głównie w Stanach Zjednoczonych w mistrzostwach AAA Championship Car oraz towarzyszącym mistrzostwom słynnym wyścigu Indianapolis 500. W pierwszym sezonie startów, w 1909 roku odniósł zwycięstwo w wyścigu na plaży w Galveston, jednak runda ta nie była zaliczona do klasyfikacji mistrzostw AAA. Z dorobkiem 25 punktów został sklasyfikowany na 66. miejscu w końcowej klasyfikacji kierowców. Rok później nie zdobywał punktów. W 1911 roku osiągnął linię mety toru Indianapolis Motor Speedway jako dziewiąty. W mistrzostwach AAA Championship Car uzbierał łącznie 35 punktów, które dały mu 48 pozycję w klasyfikacji generalnej.